# Renata Banhara
Renata Banhara Peixoto Marcondes (Taubaté, 8 de maio de 1975) é uma modelo brasileira.

## Carreira
Renata ficou conhecida nacionalmente no final dos anos 90 por suas participações no quadro "Banheira do Gugu" do Domingo Legal. Antes, em 1993, foi fotografada por André Schiliró para a revista Sexy Inteview. Em maio de 1996, foi a garota da capa na Sexy.
A partir daí, foi convidada a participar de vários programas de TV, incluindo Domingo Legal, Programa Raul Gil, Programa Silvio Santos, Programa do Ratinho, Eliana, Boa Noite Brasil, Melhor da Tarde, Bom Dia Mulher, A Casa é Sua, Superpop, Cante se Puder, e Tudo pela Audiência.
Em 2011, com 20 anos na carreira artística, Banhara contabilizou ter sido capa de 60 revistas, sobre variados assuntos, como astrologia, cabelos, dentes e plásticas, além de oito ensaios em revistas masculinas. No mesmo ano, participou da quarta temporada do reality show A Fazenda, da RecordTV, onde foi rotulada pelo programa como personalidade da mídia, termo que popularizou-se em veículos de comunicação. Ela também posou para campanhas publicitárias, participou de videoclipes e foi mestre de cerimônias.
No final de 2017, ainda se recuperando de uma infecção no cérebro que foi bastante noticiada, Banhara assinou contrato para estrelar uma campanha publicitária para a linha Ômega 3 de Sidney Oliveira, que incluiu um comercial de TV.
Nas eleições de 2018, foi candidata pelo PRB ao cargo de deputada federal em São Paulo, com 12.659 votos não foi eleita. Banhara recebeu o convite de seu amigo Celso Russomanno e escolheu o PRB. Em 21 de outubro de 2018, Banhara participou de um ato a favor do candidato à Presidência Jair Bolsonaro (PSL). Ela também confirmou o voto em João Dória (PSDB) como governador de São Paulo. Em junho de 2019, foi nomeada ao cargo de assistente parlamentar na Assembleia Legislativa de São Paulo, no gabinete do deputado estadual Wellington Moura do PRB.

### Carnaval e recorde
No Carnaval de São Paulo de 2001, desfilou por 8 horas por noite e em 14 escolas de samba do Grupo Especial, tendo seu nome registrado no Livro Guinness dos Recordes. Ela tinha feito o mesmo no ano anterior mas por falta de vídeos não conseguiu comprovar o recorde. Em 2003 desfilou pela Unidos do Peruche. Em 2016, foi madrinha dos destaques da Acadêmicos do Tatuapé.

## Vida pessoal

### Relacionamentos
A modelo foi casada com o cantor e político Frank Aguiar, de quem engravidou e sofreu um aborto espontâneo. Dois anos depois desse ocorrido o casal teve um filho chamado Breno, nascido em 2004. A separação do casal foi conturbada, e após bastante tempo de brigas e acusações diversas, passaram a ser amigos. Seu filho mais velho, Marcos André, nascido em 1998, é fruto de seu primeiro casamento com o pagodeiro Marcos André Ferreira, o Marquinhos do Exaltasamba, com quem também manteve um relacionamento conturbado, e durante a separação ele chegou a ser preso por não pagar a pensão do filho, que tinha dois anos na época. Após esse período esteve casada, porém a identidade de seu então marido nunca fui revelada na mídia, até que em 12 de abril de 2018, Renata divulgou um vídeo em que comprova que ela foi vítima de violência doméstica por parte do então marido – foi divulgado. No trecho vídeo, a modelo aparece xingando e filmando o ex-parceiro da relação, enquanto ele retira todas as roupas dela do closet que ambos dividiam. Na discussão, é possível ouvir a personalidade da mídia dizendo que a confusão começou quando ela descobriu que era traída pelo companheiro no período em que estava doente; "[…] E eu aqui nessa cama, com câimbra. E esse ordinário, cachorro, me traindo. Agora ele põe minha roupa na rua. Quem vai para a rua é você, cachorro”, disse ela. Renata Banhara revela que marido a encorajou a cometer suicídio. Neste momento, o agressor deu a volta no quarto, foi em direção a ela, derrubou o celular e começou uma série de agressões a modelo.

### Saúde
Em 2011, Renata fez um tratamento de canal dentário de um dente infectado e em 2016, após um longo período de dor e automedicação, constatou que o processo infeccioso ainda estava presente, causando uma sinusite, e assim a bactéria atingiu as meninges. O acúmulo de bactérias se alastrou ainda mais, comprometendo os nervos e tecidos internos da cabeça, gerando fortes dores no seio da face. A modelo teve paralisia facial e como consequência, uma forte infecção cerebral, o que a deixou entre a vida e a morte em uma UTI. Apesar de tomar morfina suas dores não passavam. A artista chegou a implorar por ajuda na internet, pois seu plano de saúde não cobria tantas cirurgias, tendo que recorrer a amigos para ser ajudada. Após passar por diversas cirurgias, conseguiu a cura no fim de 2018, passando a fazer fisioterapia para recuperar os movimentos da face e da cabeça. A modelo não teve sequelas, o que foi considerado um milagre pela medicina.

### Religião
Banhara se declara católica e devota de Nossa Senhora de Aparecida afirmando "Jesus, somos todos um coração independente da religião. Pelo Brasil oramos. Devota de Nossa Senhora Aparecida, tenho muita fé na recuperação dos enfermos e recuperação pela misericórdia, desempregados, nos lares e que a paz e prosperidade faça morada. Glória em Nome Pai".

## Televisão
| Ano       | Programa                         | Nota                  | Emissora      |
| 1997      | Mandacaru                        | Participação especial | Rede Manchete |
| 2000–2002 | Domingo Legal                    | Repórter              | SBT           |
| 2003      | Superpop                         | Repórter              | RedeTV!       |
| 2004–2006 | A Casa É Sua                     | Repórter              | RedeTV!       |
| 2007–2011 | Superpop                         | Repórter              | RedeTV!       |
| 2011      | A Fazenda 4                      | Participante          | Rede Record   |
| 2011      | O Curral (Quadro do Show do Tom) | Ela mesma             | Rede Record   |

## Conteúdo adulto
Renata é muito reconhecida como modelo erótica por seus ensaios fotográficos para sites e revistas masculinas, entre eles:
- Sexy Interview, 1993
- Sexy, edição de maio de 1996.
- Ele e Ela, edições de maio de 1997, março de 2000 e fevereiro de 2003.
- SexWay, edição de março de 2001.[39]
- Premium, edições de janeiro de 2005 e novembro de 2008.[40][41][42][43]
- SP Sexy (spsexy.com.br)[2]